# ألفرد إم. بويس
ألفرد إم. بويس (بالإنجليزية: Alfred Mullikin Boyce) هو عالم حشرات وأستاذ جامعي أمريكي، ولد في 2 مايو 1901 في ماريلند في الولايات المتحدة، وتوفي في 11 يوليو 1997 في ريفرسايد في الولايات المتحدة.